# アーサー・F・ライト
アーサー・F・ライト（英語: Arthur F. Wright、1913年12月3日 - 1976年8月11日）は、アメリカの東洋史学者。

## 経歴
1913年12月3日生まれ。オレゴン州ポートランド出身。1935年、スタンフォード大学で学士号を取得。1937年、オックスフォード大学で文学士号を取得。ハーバード大学で1940年に修士号を取得。1940年から1941年には京都で在外研究、1941年から1942年には北京で在外研究にあたる。
第二次世界大戦後の1945年から1947年に北京で在外研究。1947年に博士号を取得。1947年よりスタンフォード大学で教職に就く。1953年から1954年に京都で在外研究。1958年よりスタンフォード大学教授。1959年、イェール大学教授。
1976年8月11日 コネチカット州ニューロンドンで死去。62歳。

## 研究内容・業績
- 英語、フランス語、ドイツ語、中国語、日本語を解す[1]。
- 主な研究対象は、中国仏教史、特に中国古典学の欧米の権威[1]。
- 学術的業績は、後趙の石勒に仕えた仏図澄の研究[1]、北周・隋朝・唐朝における仏教排撃を行った傅奕の研究[1]。
- ライトの仏教史研究の集大成である著書『中国史における仏教』における洞察は、アーノルド・J・トインビーに影響を与える[1]。
- エティエンヌ・バラーシュ（英語版）と深交があり、バラーシュの著書『中国文明と官僚制』の編集をライトが担当しており、バラーシュが中国学における原典解釈を脱皮し、原典の持つ歴史的意義に着目したが、ライトはこの影響を受けている[1]。

## 日本語訳
- 『中国史における仏教』 木村隆一・小林俊孝 訳、第三文明社、1980年
- 『隋代史』 布目潮渢・中川努 訳、法律文化社、1982年